# 普韋布洛里科
普韋布洛里科是哥倫比亞的城鎮，位於該國中西部，由里薩拉爾達省負責管轄，距離首府佩雷拉95公里，始建於1891年，面積561平方公里，海拔高度2,430米，2005年人口11,436。
5°15′N 76°10′W / 5.250°N 76.167°W